# Bradavičava muhara
Bradavičava muhara (Amanita strobiliformis) je vrsta gljive iz porodice Amanitaceae. Spada među najkrupnije gljive u rodu Amanita. Uglavnom se pojavljuje u paru, ređe pojedinačno ili u manjoj grupi. Poznata je i pod narodnim imenom usamljena muhara. Mišljenja o jestivosti ove gljive su podeljena. 

## Taksonomija
Trenutno važeći naučni naziv potiče iz 1866. godine, kada je francuski mikolog Luis Adolf Bertilon (Louis-Adolphe Bertillon; 1821 - 1883) svrstao ovu vrstu u rod Amanita, pa zamenio do tada korišten naziv Agaricus strobiliformis u Amanita strobiliformis. Zabunu je unosio sinonim Amanita solitaria, koji je bio zajednički za slične vrste. Kasnije je odvojena Amanita echinocephala kao zasebna vrsta.

## Opis plodnog tela
Šešir: prečnika do 20 cm, beo, kasnije bledo smeđe-sivkast; prvo polukuglast, kasnije otvoren, pravilan, sa piramidalnim ostacima ovoja tamnije obojenim od osnove; na rubu šešira ima krpasto-pahuljaste ostatke ovoja.

Listići: beličasti, široki, gusti, kod mladih gljiva drže se za dršku, kasnije su slobodni. Otisak spora je beo.

Drška: 10-25 x 2-4(7) cm, puna, valjkasta; zadebljana pri dnu, sa prstenastim ostacima ovoja; u zemlji se korenasto produžava. Prekrivena je belim, brašnjavim, otarivim ljuskama. Nosi obešen, narebran, nestalan, beo prsten.

Meso: debelo, belo, mekano; vremenom ispod kožice šešira malo tamni; miriše blago na ribu i zemlju. Na dodir i stajanjem dobiva smeđe-crvene prelive.

Stanište: raste po parkovima, šumama, na krečnjačkom zemljištu, pojedinačno ili u manjim grupama, leti i u jesen.

Upotreba: mišljenja o jestivosti ove vrste su različita.

Zamena: moguća sa naježenom muharom (Amanita echinocephalla Vitt.) koja je manja rastom, nema na dršci brašnasto veluraste ljuske, a bradavice su piramidalno zašiljene. Takođe je moguća zamena i sa drugim muharama, od kojih su neke otrovne (Amanita porphyria, Amanita pantherina). Kod konzumiranja gljiva koje pripadaju rodu Amanita treba biti posebno oprezan.

## Galerija slika
- gljiva na staništu
- gljiva na staništu
- ubrane gljive

## Jestivost (Otrovnost)
U rodu Amanita postoje otrovne i jestive vrste, a naizgled mogu biti slične, pa postoji velika opasnost od grešaka, koje mogu biti fatalne. Mišljenja o jestivosti bradavičave muhare su podeljena. Neki autori pišu da je jestiva, dobra i izdašna, za druge je jestiva ali lošeg kvaliteta. Neki izvori navode da sadrži iboteničnu kiselinu i muscimol, što upućuje na oprez, zbog mogućnosti trovanja, sličnih kao kod Amanita muscaria (muhara), i Amanita pantherina (panterovka). Zavisno od toga gde, i kada raste, moguće je, da nivo otrovnih supstanci varira, pa su možda zbog toga iskustva u pogledu jestivosti kod ove vrste različita.

## Literatura
- Lukić Nebojša: Rod Amanita u Srbiji, Kragujevac 2013
- Uzelac Branislav: Gljive Srbije i Zapadnog Balkana, BGV LOGIK 2009
- Courtecuisse R. & Duhem B.: Mushrooms & Toadstools of Britain and Europe, Harper Collins Publishers, London 1995.
- Neville Pierre & Poumsrat Serge: Amaniteae, Fungi Europaei, Edizioni Candusso 2004
- Šilić Čedomil: Atlas drveća i grmlja, Svjetlost, Sarajevo 1984
- Ćeto Bruno: Funghi dal vero vol.1-7, Trento 1992
- Božac Romano: 600 GLJIVA NAŠIH KRAJEVA, Mladost Zagreb 1984
- Radić Siniša & Jevremović Milorad: Samonikle gljive-Pronalaženje i prepoznavanje, VOJNOIZDAVAČKI ZAVOD & IK "ZNAMENJE", Beograd 2002
- BREITENBACH J. & KRANZLIN F. - FUNGI OF SWITZERLAND VOL. 2, 1986
- Pace Giuseppe:Atlas gljiva, Prosvjeta, Zagreb 1977
- Phillips Roger: Mushrooms and other fungi of Great Britain and Europe, Pan books-London 1981